# Bufonaria
Bufonaria es un género de moluscos gasterópodos marinos que pertenecen a la familia Bursidae.

## Especies
El género incluye las siguientes especies:
- Bufonaria cavitensis (Reeve, 1844)
- Bufonaria cristinae Parth, 1989
- Bufonaria crumena (Lamarck, 1816)
- Bufonaria echinata (Link, 1807)
- Bufonaria elegans (G. B. Sowerby II, 1836)
- Bufonaria foliata (Broderip, 1826)
- Bufonaria granosa (Martin, 1884)
- Bufonaria margaritula (Deshayes, 1832)
- Bufonaria perelegans Beu, 1987
- Bufonaria rana (Linnaeus, 1758)
- Bufonaria thersites (Redfield, 1846)